# Maximilian Arnold
Maximilian Arnold (Riesa, 27 de maio de 1994) é um futebolista alemão que atua como meia e volante. Atualmente, joga pelo Wolfsburg.

## Carreira
Arnold começou a carreira no Wolfsburg.
Pela Seleção Alemã Sub-23, foi convocado para a disputa das Olimpíadas de Tokyo de 2020. 

## Títulos
Alemanha
- Campeonato Europeu Sub-21: 2017

### Prêmios individuais
- Equipe do torneio do Campeonato Europeu Sub-21 de 2017[2]